# Affenstunde
Affenstunde – pierwszy album studyjny niemieckiego zespołu krautrockowego Popol Vuh, wydany nakładem Liberty Records w 1970 roku.

## Lista utworów
Opracowano na podstawie materiału źródłowego.
Strona A:
| Nr | Tytuł utworu                                                                                 | Muzyka    | Długość |
| -- | -------------------------------------------------------------------------------------------- | --------- | ------- |
| 1. | „Ich mache einen Spiegel - Dream Part 4 (8:40) - Dream Part 5 (4:50) - Dream Part 49 (7:35)” | Popol Vuh | 21:05   |
|    |                                                                                              |           | 21:05   |

Strona B:
| Nr | Tytuł utworu  | Muzyka    | Długość |
| -- | ------------- | --------- | ------- |
| 1. | „Affenstunde” | Popol Vuh | 18:57   |
|    |               |           | 18:57   |

## Twórcy
Opracowano na podstawie materiału źródłowego.
Muzycy:
- Florian Fricke – syntezator Mooga
- Frank Fiedler – syntezator
- Holger Trülzsch – instrumenty perkusyjne
- Bettina Fricke – tabla

Produkcja:
- Bettina Fricke - produkcja muzyczna, oprawa graficzna
- Gerhard Augustin – produkcja muzyczna
- Frank Fiedler – miksowanie